# Чапін (Іллінойс)
Чапін (англ. Chapin) — селище (англ. village) в США, в окрузі Морган штату Іллінойс. Населення — 475 осіб (2020).

## Географія
Чапін розташований за координатами 39°46′1″ пн. ш. 90°24′10″ зх. д. / 39.76694° пн. ш. 90.40278° зх. д. (39.767020, -90.402741).  За даними Бюро перепису населення США в 2010 році селище мало площу 2,52 км², уся площа — суходіл.

## Демографія
Згідно з переписом 2010 року, у селищі мешкало 512 осіб у 212 домогосподарствах у складі 150 родин. Густота населення становила 203 особи/км².  Було 229 помешкань (91/км²).
Расовий склад населення:
| - 98,0 % — білих - 2,0 % — чорних або афроамериканців |

До двох чи більше рас належало 0,0 %. Частка іспаномовних становила 0,0 % від усіх жителів.
За віковим діапазоном населення розподілялося таким чином: 23,0 % — особи молодші 18 років, 58,2 % — особи у віці 18—64 років, 18,8 % — особи у віці 65 років та старші. Медіана віку мешканця становила 41,4 року. На 100 осіб жіночої статі у селищі припадало 109,0 чоловіків;  на 100 жінок у віці від 18 років та старших — 99,0 чоловіків також старших 18 років.
Середній дохід на одне домашнє господарство  становив 54 699 доларів США (медіана — 45 833), а середній дохід на одну сім'ю — 63 841 долар (медіана — 54 688). За межею бідності перебувало 18,1 % осіб, у тому числі 29,4 % дітей у віці до 18 років та 3,8 % осіб у віці 65 років та старших.
Цивільне працевлаштоване населення становило 212 особи. Основні галузі зайнятості: мистецтво, розваги та відпочинок — 15,6 %, освіта, охорона здоров'я та соціальна допомога — 14,6 %, роздрібна торгівля — 13,7 %.